# Anne-Marie Martin
Anne-Marie Martin (nacida Edmonda Benton, 11 de noviembre de 1957) es una actriz y escritora canadiense, conocida por interpretar a la sargento Dori Doreau en Sledge Hammer!, serie televisiva de comedia estadounidense que estuvo en el aire por dos temporadas, de 1986 a 1988.

## Carrera
En 1976 audicionó para el papel de la Princesa Leia en la primera película de La Guerra de las Galaxias. Martin interpretó a Gwen Davies en la telenovela Days of Our Lives a principios de 1980. Anteriormente, ella actuaba bajo su nombre real, "Eddie Benton", incluyendo proyectos como la fallida serie/telefilm piloto Dr. Strange (1978). Ella también apareció en películas como Una noche para morir, Los Boogens y un breve aparición en Halloween II, así como numerosos papeles como invitada en series de televisión. Entre estos se encontraban el de Stella Raza, una mujer con poderes psíquicos en Buck Rogers en el siglo XXV en el episodio "Twiki is Missing", y una oficial que se enfrenta a una amputación después de una lesión en el cumplimiento de su deber en T.J. Hooker. Antes de esto, ella apareció en "The Shape of Things to Come" de H. G. Wells, una película de ciencia ficción de bajo presupuesto que aprovechó la popularidad de Buck Rogers (Martin hizo lo posible para parecerse a "Wilma Deering", el personaje de Erin Gray, en Buck Rogers). También tuvo apariciones regulares en la efímera serie de 1977 "Rafferty" junto a Patrick McGoohan y apareció en la igualmente corta "Time Express" en 1979.